# Transtejo & Soflusa

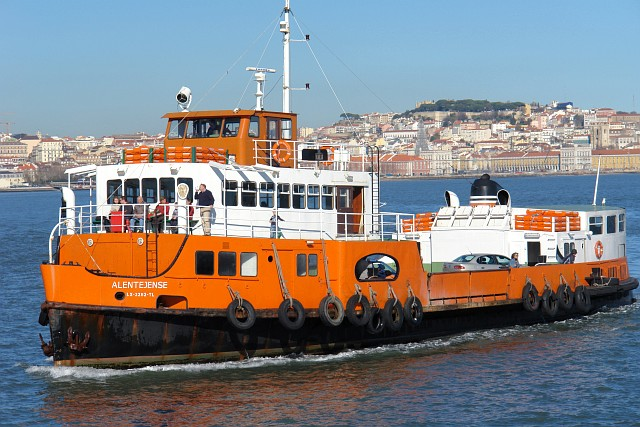
Typisches Fährboot (Cacilheiro) der Transtejo

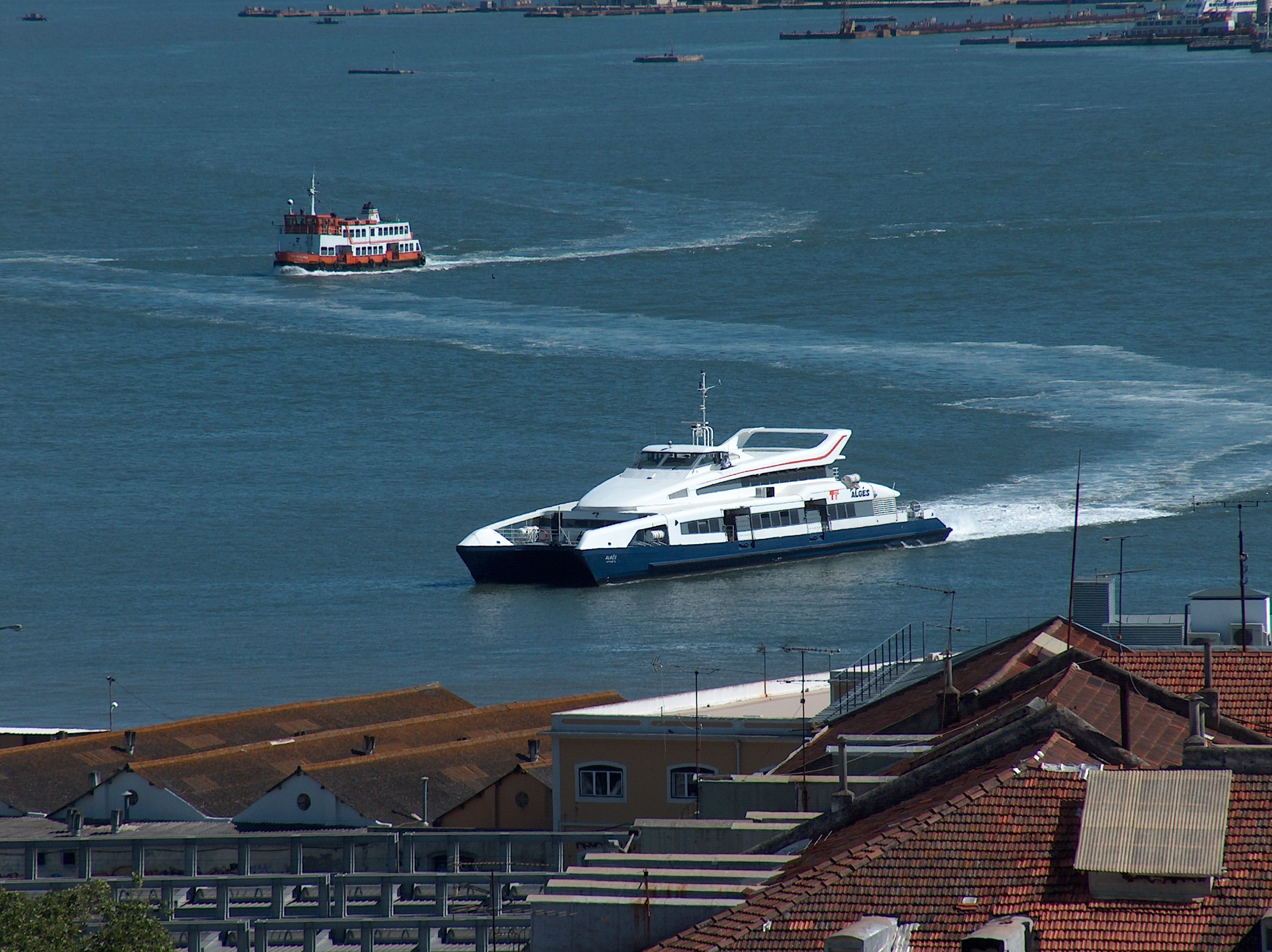
Seit 1998 gibt es zusätzlich zu den üblichen Fähren auch einen Katamaranverkehr

Transtejo & Soflusa, rechtlich gesehen nur Transtejo S.A., ist ein portugiesisches Verkehrsunternehmen, das zahlreiche Fährverbindungen zwischen der portugiesischen Hauptstadt Lissabon und der auf der anderen Tejo-Seite liegenden Margem Sul do Tejo betreibt.

## Geschichte
Nach der erfolgreichen Nelkenrevolution 1974 erfolgte eine komplette Verstaatlichung der portugiesischen Wirtschaft. Aus diesem Grunde entschloss sich die damalige portugiesische Regierung, alle bisherigen Fährunternehmen im Raum Lissabon zu einer einzigen, staatlichen Gesellschaft zu vereinen. 1975 wurde das neue Unternehmen Transtejo, E.P. aus den ehemaligen Gesellschaften Sociedade Marítima de Transportes, Empresa de Transportes Tejo, Sociedade Nacional Motonaves, Sociedade Jerónimo Rodrigues Durão, Herd sowie Sociedade Damásio, Vasques e Santos gegründet. In den siebziger und achtziger Jahren legte die Transtejo besonderen Wert auf die Modernisierung des Fährbestandes und der Fährterminals (Cais do Sodré, Cacilhas). 1992 änderte die Transtejo ihre Unternehmensform und wechselte von einem staatlichen Unternehmen (empresa pública, abgekürzt E.P.) zu einer Aktiengesellschaft (sociedade anónima, S.A.). 
1993 gliederte die staatliche Eisenbahngesellschaft Caminhos-de-ferro portugueses, EP ihren Fährverkehr zwischen dem Lissabonner Fährterminal Terreiro do Paço und dem Bahnhof Barreiro, der betrieblich als Teil der Linha do Sul galt, in das neue Unternehmen Soflusa – Sociedade Fluvial de Transportes, S.A. aus. 2001 kaufte die staatliche Transtejo den anderen Fährbetreiber auf, sodass bis heute alle Fährverbindungen zwischen den beiden Ufern des Tejos alleine vom Unternehmen Transtejo betrieben werden. Um den teils populären Namen Soflusa zu erhalten, bezeichnet sich das Unternehmen werbewirksam als Transtejo & Soflusa. 
Seit 1998 führte die Transtejo neben dem üblichen Fährverkehr (auf Portugiesisch auch Cacilheiros oder ferry genannt) auch einen zusätzlichen Hochgeschwindigkeitskatamaranverkehr ein. Heute betreibt das Gemeinschaftsunternehmen Fährverkehre zwischen drei Lissabonner Fährterminals (Belém, Cais do Sodré, Terreiro do Paço) und sechs Fährterminals in der Margem Sul do Tejo (Trafaria, Porto Brandão, Cacilhas, Seixal, Barreiro und Montijo). Zwischen Cais do Sodré und Cacilhas ist ein Übersetzen von Autos möglich; aufgrund der parallel verlaufenden Brücke Ponte 25 de Abril nehmen aber nur wenige Autofahrer diese Möglichkeit in Anspruch.